# Конергино
Коне́ргино — национальное чукотское село в Иультинском районе Чукотского автономного округа России.

## География
Расположено на восточном берегу залива Креста Берингова моря. Расстояние до Анадыря составляет 218 км.
Около Конергино располагается множество озёр, наиболее крупные: Вэргытгын, Эвыльгытгын.

## Топоним
В переводе с чукотского Кэӈиергын — «изогнутое поле» или «изогнутая равнина» (от чук. кэӈи-/каӈэ- «изгиб» + ергын «поле», «равнина»). Также существует альтернативная версия происхождения названия Кэӈиергын — «единственная переправа», это связано с тем, что морские охотники на байдарках пересекали залив в этом месте за один переход.

## История
С 1927 года Конергино входило в состав Нутепельменского сельского Совета, который относился в то время к Анадырскому району. Жилой фонд села состоял из нескольких яранг и землянок. В 1939 году из Нутепельмена сюда были переведены сельсовет, правление колхоза и фактория. Вскоре на берегу моря были построены склад-магазин, несколько домиков каркасно-засыпного типа. В 1953 году были построены больница и школа-интернат, спустя два года — детский сад. В 1984 году в Конергино была возведена кирпичная 2-этажная средняя общеобразовательная школа.

## Население
| 2002 | 2009 | 2010 | 2011 | 2012 | 2013 | 2014 |
| ---- | ---- | ---- | ---- | ---- | ---- | ---- |
| 456  | ↘449 | ↘424 | ↗439 | ↘399 | ↘376 | ↘367 |
| 2015 | 2019 | 2021 |      |      |      |      |
| ↘350 | ↘307 | ↘262 |      |      |      |      |

## Описание села
Основное занятие местных жителей — оленеводство и морской промысел. Здесь находится центральная усадьба муниципального сельхозпредприятия «Возрождение». В селе есть школа и детский сад, фельдшерско-акушерский пункт ГБУЗ «ЧОБ» ф-ИРБ, администрация, почта, узел связи, клуб, два магазина (продуктовый с пекарней и хозяйственный в здании администрации). В окрестностях поселения находятся старый аэродром и бухта Оловянная — место высадки первых строителей.
На сегодняшний день некоторые жилые дома села находятся в аварийном состоянии, капитальному ремонту не подлежат. В перспективе предполагается строительство нового жилья. В 2012 году возведён восьмиквартирный жилой дом, а в 2014 году двенадцатиквартирный.
Улицы села: Ровтытагина, Ленина, Комсомольская, Октябрьская, Чукотская, Школьная.
В районе села находится уникальный памятник природы — озеро Чевтакан, водоём идеально круглой формы. В 10 км к северо-востоку от населённого пункта находится ещё одно озеро — Коольгытгын.

## Источник
- Село на сайте Чукотизбиркома. Архивировано из оригинала 25 августа 2011 года.